# Metoda Hägglunda-Bergiusa
Metoda Hägglunda-Bergiusa – proces scukrzania drewna polegający na zastosowaniu hydrolizy celulozy z użyciem stężonego kwasu solnego, zgodnie z technologią zaproponowaną przez Erika Hägglunda i przystosowaną do skali przemysłowej przez Friedricha Bergiusa. Otrzymywany tą metodą cukier lub alkohol jest bardzo drogi w porównaniu do produkowanego z tradycyjnych surowców (np. trzcina cukrowa, buraki cukrowe, ziemniaki) lub metodą syntezy.

## Zapotrzebowanie na węglowodany i podstawowe surowce do ich produkcji
Węglowodany pełnią ważną rolę w odżywianiu ludzi i zwierząt (zob. wartość energetyczna, składniki odżywcze pokarmu, zapotrzebowanie dla sportowców). Produkcja przemysłowa cukru spożywczego jest oparta na reakcji hydrolizy skrobi, mimo że potencjalnie najbardziej dostępnym źródłem węglowodanów jest celuloza (główny składnik drewna lub łodyg roślin, np. słomy).
Oba związki – skrobia i celuloza – są naturalnymi polikondensatami D-glukozy (zob. biopolimery, polisacharydy), jednak proces przemysłowej hydrolizy celulozy zachodzi znacznie trudniej – wymaga stosowania stężonych kwasów (w przypadku kwasów rozcieńczonych – wysokiej temperatury). W organizmach żywych trawienie celulozy katalizują enzymy zwane celulazami (procesy enzymatyczne są prowadzone również w warunkach przemysłowych, np. hydroliza polisacharydów słomy rzepakowej).

## Hydroliza drewna
Powstawanie glukozy w procesie hydrolizy celulozy stwierdził francuski farmaceuta i chemik, Henry Braconnot, w roku 1819, jednak pierwsze zastosowanie przemysłowe miało miejsce w roku 1909 (zakład „scukrzania drewna” uruchomiono w Stanach Zjednoczonych).
Wspólne badania Friedricha Bergiusa i Erika Hägglunda dotyczyły początkowo problemów przeróbki ścieków z zakładów celulozowych (produkujących celulozę metodą siarczanową). Doprowadziły do opracowania metody oddzielenia substancji organicznych, bez konieczności odparowywania roztworów (ogrzewanie pod podwyższonym ciśnieniem, ang. hydrothermal carbonization).
Opracowana przez Bergiusa i Hägglunda metoda scukrzania drewna polega na hydrolizie z użyciem stężonego kwasu solnego. Otrzymuje się hydrolizaty zawierające do 4% cukru („sok surowy”, otrzymywany po ekstrakcji cukru z buraków, zawiera 13–15%), które najczęściej poddaje się fermentacji alkoholowej. Otrzymywany w ten sposób etanol jest drogi, a zatężanie roztworów w celu wykrystalizowania cukru jest zupełnie nieopłacalne w warunkach normalnej dostępności tradycyjnych surowców (np. buraki, trzcina cukrowa).
W procesie Hägglunda-Bergiusa wyodrębnia się etapy (węzły instalacji):
- rozdrabnianie drewna na zrębki,
- ekstrakcja garbników i żywic wodą i rozpuszczalnikami,
- suszenie,
- hydroliza,
- przeróbka hydrolizatu,
- odzyskiwanie kwasu solnego,
- przeróbka ligniny.

Hydroliza jest prowadzona w baterii kilku lub kilkunastu dyfuzorów – cylindrycznych zbiorników o pojemności 50 m³, wyłożonych płytkami kwasoodpornymi (na kwasoodpornej zaprawie). Wiórki są przemieszczane przeciwprądowo z kwasem solnym: świeże zrębki w pierwszym dyfuzorze są zraszane hydrolizatem opuszczającym wszystkie pozostałe aparaty baterii (temp. <18 °C), a świeżym kwasem solnym (40%, 0 °C) jest zraszana zawartość ostatniego dyfuzora. Hydrolizat, zawierający ok. 30% węglowodanów (ok. 35% HCl), jest kierowany do wyparki (z wykładziną ebonitową). Odpędzany kwas odprowadza się do regeneracji, a hydrolizat, po rozcieńczeniu wodą – do inwertora, zaopatrzonego w nagrzewnicę i bełkotkę dla pary. W temperaturze 125 °C zachodzi w nim, w czasie kilkunastu minut, końcowa hydroliza do cukrów prostych. Po inwersji hydrolizat chłodzi się, przesącza, zobojętnia wodorotlenkiem wapnia i odbarwia węglem aktywnym. Może być kierowany do procesów zatężania roztworu (odparowanie) i krystalizacji cukru albo do fermentacji alkoholowej.
Lignina pozostająca po hydrolizie w dyfuzorach jest przemywana wodą, brykietowana i stosowana jako materiał opałowy lub surowiec w przemyśle tworzyw sztucznych.
Zatężony hydrolizat z wyparki może być bez rozcieńczania kierowany – zamiast do inwertora – do suszarni rozpyłowej. Odbierany z niej produkt zawiera 90–95% węglowodanów i ok. 1% kwasu solnego. Po zobojętnieniu może być stosowany jako pasza dla bydła.

Schemat instalacji scukrzania celulozy metodą Hägglunda-Bergiusa